# Structurae
Structurae是一个在线数据库，提供各种土木工程和建筑工程的数据，例如桥梁、高层建筑、塔楼、水坝等，此外亦包含相关公司和人员（工程师、建筑师、建筑商）的资料。

## 名称
“Structurae”是拉丁语“Structura”（结构）一词的主格复数形式。

## 历史
Structurae由法德土木工程師尼古拉·扬贝格（Nicolas Janberg）于1998年创立。他此前是普林斯顿大学土木工程系的助教，在那里他为该校设计了一个类似的项目。
Structurae提供德、英、法三语版本，资金来自广告、赞助等。该网站包含超过100,000个页面，各页面由ColdFusion开发，而内容存储在MySQL数据库中。在结构和数据架构方面，Structurae基于archINFORM。
2012年，Structurae每月点击量超过100万次。2012年3月15日，Structurae被約翰威立出版社收购，扬贝格继续担任该项目的主编。2015年5月1日，扬贝格将其买回以便“能够再次独立使用它”。